# Kristin Bauer van Straten
Kristin Bauer van Straten (rozená Kristin Neubauer, * 26. listopadu 1966, Racine, Wisconsin, USA) je americká filmová a televizní herečka. Známá je především díky dvěma rolím: jako Pamela „Pam“ Swynford De Beaufort v seriálu Pravá krev a jako Zloba v seriálu Bylo, nebylo.

## Osobní život

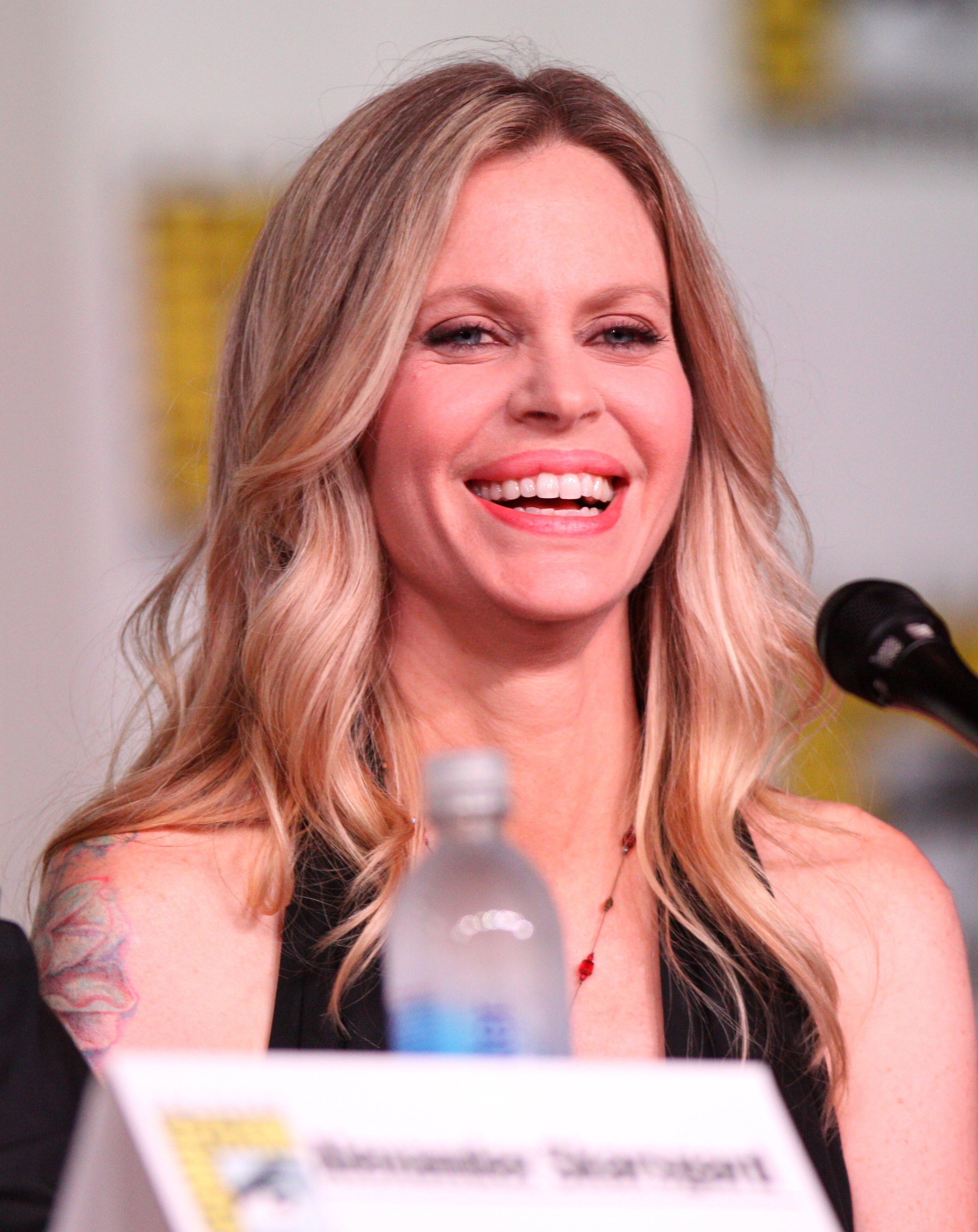
Kristin Bauer van Straten v San Diegu v roce 2012

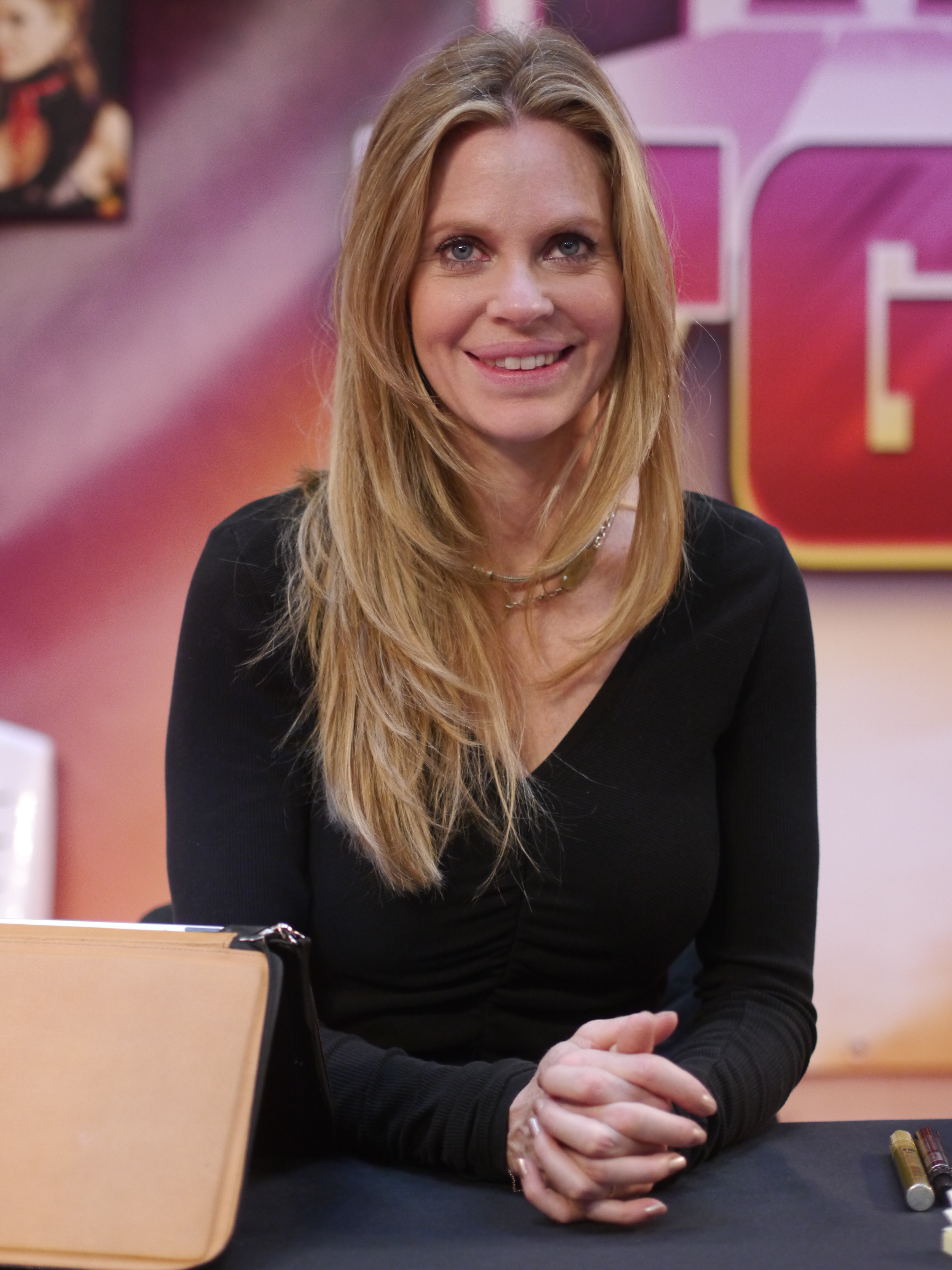
Kristin Bauer Van Straten v Toulouse (2012)

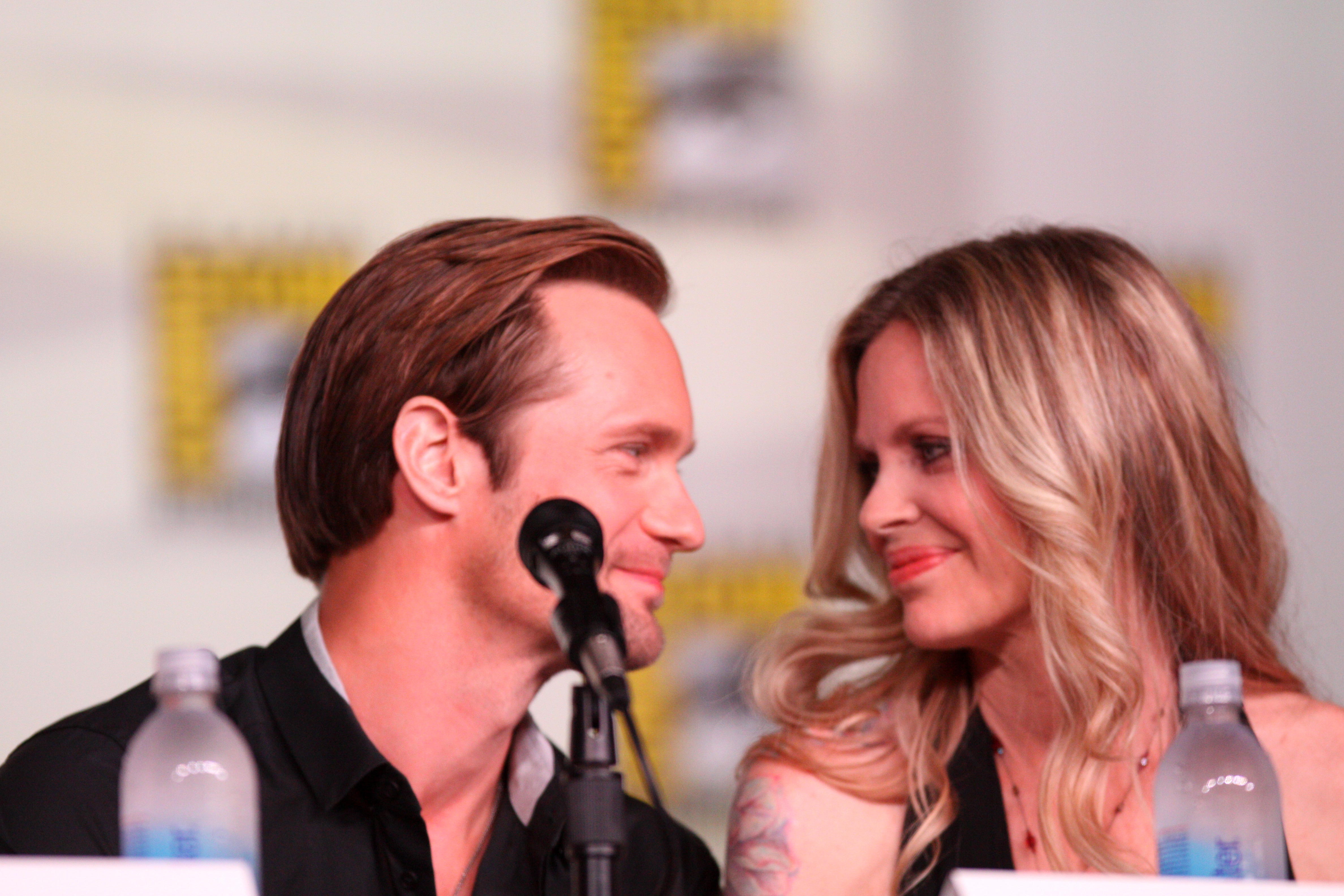
Kristin s Alexanderem Skarsgardem

Kristin Bauer van Straten se narodila 26. listopadu 1966 ve wisconsinském městě Racine. Její rodina má kořeny v Německu. V dětství se věnovala sportům, jízdě na koních a střelbě z brokovnice. Vystudovala The Prairie School v Racine a dále pokračovala na studia výtvarného umění na Washingtonskou univerzitu v St. Louis. Po škole se ale rozhodla, že se nadále umění věnovat nebude a místo toho se roku 1994 přestěhovala do Los Angeles, kde si začala hledat první filmové a seriálové role. S malováním a kreslením ale nikdy neskončila, v současné době se věnuje především malbě portrétů.
V roce 2011 se Kristin Bauer van Straten spojila se společností Animal Legal Defense Fund kvůli boji za osvobození desetiletého bengálského tygra Tonyho. Ten strávil posledních deset let svého života v Tiger Truck Stop v Louisianě. Též spolupracovala se společností Physicians Committee for Responsible Medicine, která se zasazuje o podporu kosmetiky netestované na zvířatech..
Na rodinné farmě ve Wisconsinu si 1. srpna 2009 si vzala hudebníka a zpěváka jihoafrické skupiny The Lemmings Abri van Stratena.

## Kariéra
V roce 1995 získala Kristin Bauer van Straten první roli: postavu Maggie Reynolds v seriálu The Crew. Následně se objevila ve velkém množství dalších seriálů, počínaje rolemi v Total Security, Takový je život, až po roli Rebeccy Colfaxové v Dirty Sexy Money. Mezi její nejznámější role té doby patří ta ve filmu Tanečnice od Modrého leguána, kde hrála pornohvězdu.
V roce 2001 si zahrála v krátkém, ale kritiky oceňovaném filmu, Pokoj 302. O tři roky později, roku 2004, získala i vedlejší roli manželky hasiče ve filmu 50× a stále poprvé s Adamem Sandlerem. Po obnovení animovaného seriálu Liga spravedlivých dabovala jednu z postav.
Později se objevila v řadě kriminálních seriálů; počínaje Kriminálkou Las Vegas až po Sběratele kostí. Objevila se ale i v Odložených případech. Krátkou roli získala i v americkém seriálu Dva a půl chlapa s Charliem Sheenem.
Mezi lety 2008 až 2014 hrála roli upírky Pamely „Pam“ Swynford De Beaufort v HBO seriálu Pravá krev. V roce 2011 byla Kristin Bauer van Straten obsazena do fantasy seriálu Bylo, nebylo jako Zloba.

## Filmografie
| Rok  | Název                        | Role        | Poznámky            |
| ---- | ---------------------------- | ----------- | ------------------- |
| 1995 | Smrtící mise                 | Velitel     | Hlavní role         |
| 1995 | Glory Daze                   | Dina        | Vedlejší role       |
| 1997 | Romy a Michele               | Kelly       | Vedlejší role       |
| 1998 | My Little Havana             | Carmen      | Krátkometrážní film |
| 2000 | Tanečnice od Modrého leguána | Nico        | Vedlejší role       |
| 2001 | Room 302                     | Karen       | Krátkometrážní film |
| 2001 | Hollywood Palms              | Kathleen    | Vedlejší role       |
| 2004 | 50× a stále poprvé           | Žena hasiče | Vedlejší role       |
| 2005 | Zábavný společník            | Caroline    | Hlavní role         |
| 2011 | Subject: I Love You          | Sarah Drake | Vedlejší role       |
| 2012 | Luke a jeho příběh           | Cindy       | Hlavní role         |
| 2014 | Teen Lust                    |             | Hlavní role         |
| 2016 | Noční zvířata                |             | Vedlejší role       |

| Rok       | Název                                    | Role                        | Poznámky                                                                    |
| --------- | ---------------------------------------- | --------------------------- | --------------------------------------------------------------------------- |
| 1994      | Právo v Los Angeles                      | Miss English                | Epizoda: „McKenzie, Brackman, Barnum & Bailey“                              |
| 1994      | Columbo                                  | Suzie Endicott              | Epizoda: „Undercover“                                                       |
| 1994      | Superman                                 | Mrs. Loomis                 | Epizoda: „The Prankster“                                                    |
| 1994      | Policie z Palm Beach                     | Heather St. Clair           | Epizoda: „Red Flag“                                                         |
| 1995      | Cybill                                   | Kirsten                     | Epizoda: „The Curse of Zoey“                                                |
| 1995      | Pointman                                 | Ellie                       | 3 epizody                                                                   |
| 1995–96   | The Crew                                 | Maggie Reynolds             | role, 21 epizod                                                             |
| 1996      | Show Jerryho Seinfelda                   | Gillian                     | Epizoda: „The Bizarro Jerry“                                                |
| 1997      | Raymonda má každý rád                    | Lisa                        | Epizoda: „The Car“                                                          |
| 1997      | Men Behaving Badly                       | Robin                       | Epizoda: „I Am What I Am“                                                   |
| 1997      | Total Security                           | Geneva Renault              | Hlavní role (13 epizod)                                                     |
| 1998      | Fantasy Island                           | Tamara Stevens              | Epizoda: „Estrogen“                                                         |
| 1998      | Nemocnice Chicago Hope                   | Melody Cacaci               | Epizoda: „Viagra-Vated Assault“                                             |
| 2000      | Kiss Tomorrow Goodbye                    | Katy Scott                  | TV film                                                                     |
| 2000      | Temný anděl                              | Lydia Meyerson              | Epizoda: „Pilot“                                                            |
| 2000–01   | Takový je život                          | Candy Cooper                | Vedlejší role, 12 epizod                                                    |
| 2001      | Dharma & Greg                            | Stephanie                   | Epizoda: „Dharma Does Dallas“                                               |
| 2001      | Třeba mě sežer                           | Allie                       | 2 epizody                                                                   |
| 2001      | Liga spravedlivých                       | Mera / Různé hlasy          | Epizoda: „The Enemy Below: Parts 1 & 2“                                     |
| 2002      | Vzkvétající město                        | Prostitutka                 | Epizoda: „Pilot“                                                            |
| 2002      | Hidden Hills                             | Belinda Slypich             | Vedlejší role, 10 epizod                                                    |
| 2003      | Gary the Rat                             | Různé hlasy                 | Epizoda: „Manrattan“                                                        |
| 2003      | Dva a půl chlapa                         | Laura                       | 2 epizody                                                                   |
| 2003      | Liga spravedlivých                       | Mera (hlas)                 | Epizoda: „The Terror Beyond: Parts 1 & 2“                                   |
| 2004      | Dr. Vegas                                | Portia                      | Epizoda: „Pilot“                                                            |
| 2004      | Commando Nanny                           | Lizzie Winter               | TV series                                                                   |
| 2004      | Quintuplets                              | Ms. Kilcoyne                | Epizoda: „Teacher's Pet“                                                    |
| 2004      | Drzá Jordan                              | Molly Greene                | Epizoda: „Fire in the Sky“                                                  |
| 2005      | Crazy                                    | Unknown                     | TV film                                                                     |
| 2005      | JAG                                      | Megan Ransford              | Epizoda: „Automatic for the People“                                         |
| 2005      | Star Trek: Enterprise                    | Lt. Laneth                  | Epizoda: „Divergence“                                                       |
| 2005      | Less than Perfect                        | Kaye Buchinski              | Epizoda: „Casey V. Kronsky“                                                 |
| 2005      | Zločiny ze sousedství                    | Shannon Cooke               | Epizoda: „Suburban Prostitution“                                            |
| 2005      | Kriminálka Las Vegas                     | Kenli Johnson               | Epizoda: „Secrets & Flies“                                                  |
| 2005      | Kauzy z Bostonu                          | Tori Pines                  | Epizoda: „The Ass Fat Jungle“                                               |
| 2006      | Pink Collar                              | Eve                         | TV film                                                                     |
| 2006      | Drzá Jordan                              | Molly Greene                | Epizoda: „Death Toll“                                                       |
| 2006      | Zoufalé manželky                         | Veronica                    | Epizoda: „Could I Leave You?“                                               |
| 2006      | Odložené případy                         | Paula '04/'06               | Epizoda: „The War at Home“                                                  |
| 2007      | George Lopez                             | Cris Watson                 | Epizoda: „George Joins the Neighborhood Wha-tcha and Raises the Vigil-ante“ |
| 2007      | Dirty Sexy Money                         | Rebecca Colfax              | 2 epizody                                                                   |
| 2007      | Sběratelé kostí                          | Janelle Stinson             | Epizoda: „Boy in the Time Capsule“                                          |
| 2008      | Emily's Reasons Why Not                  | Bethany                     | Epizoda: „Why Not to Cheat on Your Best Friend“                             |
| 2008–14   | Pravá krev                               | Pamela Swynford De Beaufort | 1.-2. série - vedllejší role; 3.-7. série - hlavní role                     |
| 2009      | House Rules                              | Kathy McAdams               | TV film                                                                     |
| 2009      | Private Practice                         | Susanna                     | Epizoda: „Pushing the Limits“                                               |
| 2009      | Transplantační jednotka                  | Val O'Leary                 | Epizoda: „Where We Lie“                                                     |
| 2010      | Strážce pořádku                          | Shirley Kelso               | Epizoda: „Riverbrook“                                                       |
| 2010      | A Drop of True Blood                     | Pamela Swynford De Beaufort | Epizoda: „Eric & Pam“                                                       |
| 2010–13   | The Secret Life of the American Teenager | Didi Stone                  | Vedlejší role, 11 eizod                                                     |
| 2011      | The Soup                                 | Pam                         | Epizoda: „8.25“                                                             |
| 2011–2015 | Bylo, nebylo                             | Zloba                       | 1. série (2 epizody); 3. série (8 epizod)                                   |
| 2013      | Once Upon a Time in Wonderland           | Zloba (hlas)                | Epizoda: „Forget Me Not“                                                    |